# Thorsten Leibenath
Thorsten Holger Axel Leibenath (* 7. April 1975 in Leverkusen) ist ein deutscher Basketballtrainer. Bis 2019 war er Trainer von Ratiopharm Ulm, ehe er Sportdirektor des Bundesligisten wurde. Er ist seit dem Jahr 2000 Inhaber der A-Trainer-Lizenz.

## Laufbahn
Als Spieler begann Leibenath seine Basketball-Karriere in der Jugend des deutschen Rekordmeisters Bayer Leverkusen. 1992 wurde er mit Leverkusen Deutscher Meister der B-Jugend. 1993 wechselte er nach Hessen zum TV 1860 Lich, wo er nach Ende seiner aktiven Karriere 1998 das Amt des Assistenztrainers übernahm. 1999 trug er als Co-Trainer von Anthony Taylor zum Licher Bundesliga-Aufstieg bei und war in der höchsten deutschen Spielklasse ebenfalls Taylors Assistent. Zwei Jahre später verpflichteten die Gießen 46ers Leibenath als Assistent von Joe Whelton. 
Parallel zur Trainertätigkeit arbeitete Leibenath ab 2004 für den Deutschen Basketball-Bund und übernahm unter anderem die Gegnersichtung.
2006 wechselte Leibenath für eine Saison zu den Scottish Rocks in die erste britische Liga (British Basketball League). Dort wurde er unter anderem mit dem Titel „Coach des Monats März“ ausgezeichnet. Nach seinem kurzen Engagement in Schottland kehrte er nach Gießen zurück und erhielt einen Dreijahresvertrag als Headcoach der 46ers.
Am Ende der Saison 2007/08 verließ er den Gießener Traditionsverein bereits wieder und trat zur Saison 2008/09 die Nachfolge von Chris Fleming beim Erstligakonkurrenten Artland Dragons an. Er nahm eine in seinem bis 2010 laufenden Vertrag in Gießen beinhaltete Ausstiegsklausel wahr, zu einem im europäischen Wettbewerb vertretenen Klub wechseln zu können. 
Im Mai 2010 wurde der Vertrag von Leibenath bei den Artland Dragons nicht verlängert und die Trennung bekanntgegeben. Die Mannschaft hatte zuvor unter seiner Führung zum zweiten Mal den Einzug in die Play-offs der Basketball-Bundesliga verpasst. 
Von September 2010 bis Januar 2011 weilte er wieder in Mittelhessen und war als Spielertrainer bei der dritten Mannschaft des TV 1860 Lich tätig, bevor es ihn wiederum ins Osnabrücker Land zog und er Anfang Januar 2011 einen Vertrag als neuer Headcoach der GiroLive-Ballers Osnabrück unterschrieb. Doch aufgrund von finanziellen Schwierigkeiten mussten die GiroLive-Ballers noch während der laufenden Saison den Spielbetrieb einstellen. Seine anschließende vereinslose Zeit nutzte Leibenath unter anderem zu einer Hospitanz beim türkischen Spitzenklub Fenerbahçe Istanbul.
Seit Mai 2011 ist Leibenath Trainer von Ratiopharm Ulm. Unter seiner Regie schaffte es Ulm, wieder in die Play-offs einzuziehen und konnte sich in der Spitzengruppe der Liga etablieren. In der Saison 2011/12 führte er die Mannschaft zur deutschen Vizemeisterschaft. Leibenath wurde für seine Leistung in seiner ersten Ulmer Saison im Frühjahr 2012 mit dem Titel Bundesliga-Trainer des Jahres ausgezeichnet. Schon zu Beginn der Saison 2012/13, in der er die Mannschaft letztlich ins Halbfinale führte, verlängerte Leibenath seinen laufenden Vertrag bis 2015 und blieb darüber hinaus in Ulm. 2013 und 2014 erreichte Ulm unter Leibenath jeweils das Endspiel im deutschen Pokalwettbewerb, verpasste aber jeweils den Titelgewinn. 2015 gehörte er neben seiner Trainertätigkeit in Ulm einem gemeinsamen Gremium des Deutschen Basketball-Bundes, der Basketball-Bundesliga, der 2. Basketball-Bundesliga sowie der Landesverbände an, welches die Ligen und Verbände  in Spitzensportbelangen beriet. Im Spieljahr 2015/16 erreichte Ulm unter Leibenath wieder das Bundesliga-Finale, unterlag dort aber wie 2012 Bamberg mit 0:3. 2014/15 und 2016/17 stieß man jeweils in die Vorschlussrunde vor. In der Saison 2016/17 führte er die Ulmer zu 27 Bundesliga-Siegen in Folge und stellte damit eine neue Ligabestmarke auf. Im Spiel gegen Bayern München, das die Ulmer Siegesserie im April 2017 beendete, wurde Leibenath aufgrund von Protesten gegen eine Schiedsrichterentscheidung des Innenraums der Halle verwiesen. Anfang Mai 2017 erhielt er die Auszeichnung als „Trainer des Jahres“.
Im Spieljahr 2017/18 verpasste er mit Ulm als Bundesliga-Zehnter den Sprung in die Meisterrunde, Im März 2019 wurde angekündigt, dass Leibenath am Ende der Saison 2018/19 nach acht Jahren im Traineramt in Ulm die Aufgaben eines Sportdirektors übernimmt, um gemeinsam mit Geschäftsführer Thomas Stoll die sportliche Entwicklung der Mannschaft zu lenken und insbesondere junge Spieler an Bundesliga-Aufgaben heranzuführen. Ende Mai 2019 endete seine Ulmer Traineramtszeit mit dem Ausscheiden im Bundesliga-Viertelfinale gegen Alba Berlin. Leibenaths Mannschaft war in allen drei Aufeinandertreffen mit den Hauptstädtern ohne Sieg geblieben. Des Weiteren übernahm er in Strategie- und Entwicklungsfragen die Leitung eines mit dem Ulmer Bundesligisten verbundenen Unternehmens, das Dienstleistungen in der Spielerberatung und -entwicklung anbietet. Als Sportdirektor der Ulmer war Leibenath an der 2023 errungenen ersten deutschen Meisterschaft der Vereinsgeschichte beteiligt.

## Erfolge
- Trainer des Monats März 2007 der British Basketball League
- Trainer des Jahres der Basketball-Bundesliga: 2012, 2017